# Oravská Lesná
Oravská Lesná es un municipio del distrito de Námestovo en la región de Žilina, Eslovaquia, con una población estimada a final del año 2024 de 3449 habitantes.
Se encuentra ubicado al norte de la región, cerca del curso alto del río Váh (cuenca hidrográfica del Danubio), de los montes Tatras y de la frontera con Polonia.

## Demografía
| Año        | 1994 | 2004    | 2014    | 2024    |
| ---------- | ---- | ------- | ------- | ------- |
| Población  | 2944 | 3133    | 3322    | 3449    |
| Diferencia |      | +6,41 % | +6,03 % | +3,82 % |

| Año        | 2023 | 2024    |
| ---------- | ---- | ------- |
| Población  | 3443 | 3449    |
| Diferencia |      | +0,17 % |